# Juligen
"Juligen", även känd som "Nu är det juligen", är en julsång i hiphopstil från 1991 av Just D. Den släpptes både på CD och som vinylsingel.
Sången är en klagovisa och parodi på julfirande samt julsånger, där både kristna och mer sekulära inslag beskrivs. Den handlar bland annat även om julminnen från barndomen, som för ovanlighetens skull är mindre positiva till julen. Singeln gavs ut i december 1991 och nådde som högst andraplatsen på den svenska singellistan. Den låg även på Svensktoppen i tre veckor under perioden 15 december 1991–5 januari 1992, och placerade sig då på åttonde, tredje respektive tionde plats.
Sången blev populär, eftersom de flesta tagit texten med humor, men samtidigt tycker den beskriver det moderna svenska julfirandet just som det är. Enligt STIM var låten 2000-talets näst mest radiospelade julsång i Sverige  fram till 2010.
Låten innehåller samplingar från följande artister och musikstycken:
- Trumpetintrot: Gunnar "Siljabloo" Nilson Where or when, That´s my desire
- Refrängen: Povel Ramel och Alice Babs: The Big Juleblues
- Bakgrundskör i verser: Siw Malmqvist Gulle dej

## Listplaceringar
| Lista (1991-1992, 2007) | Position |
| ----------------------- | -------- |
| Sverige                 | 2        |